# 露点温度
露点温度（ろてんおんど、英: dew point）とは、気体を冷却していくとき結露(dew)、すなわち凝縮（凝結）が起こる温度。単に露点とも。これは結果的には、空気が水と平衡状態にあり飽和している温度である。セルシウス度（ ℃ ）あるいは、他の温度単位（例えば、米国では華氏（ ℉） ）で表される。

## 解説
露点温度計により直接測定を行なうか、気温と相対湿度から水蒸気圧（湿り空気中の水蒸気分圧）を求め、その水蒸気圧を飽和水蒸気圧とする温度を求めることにより得ることができる。相対湿度が100%の場合は現在の温度がそのまま露点温度である。
露点温度の算出式は複雑であるため、コンピュータによる自動計算を行うか、手元計算の場合は表計算ソフトを用いるか、JIS Z 8806『湿度—測定方法』の飽和水蒸気圧表などを用いて近似的に算出するか、空気線図を用いて近似的に算出する方法がある。
相対湿度の式と先述のJIS表を用いた計算方法を挙げると、気温t[℃]、相対湿度RH[%]のときの水蒸気圧etは、
{\displaystyle RH[\%]={\frac {e_{t}[Pa]}{es_{t}[Pa]}}\times 100}（estはt[℃]の飽和水蒸気圧）より、
{\displaystyle e_{t}={\frac {RH}{100}}\times es_{t}}
である。
例えば10℃、相対湿度60%の時は表より15度の飽和水蒸気圧1228.1Paより、水蒸気圧は736.9Paであることから、それに飽和水蒸気圧736.83と最も近い2.6℃が露点温度の近似値となる。
露点温度の測定方法として、高分子式静電容量センサ、酸化アルミ式静電容量センサ、鏡面冷却式などがあげられる。
欧米では相対湿度よりも頻繁に使われ、海岸地方や農業地帯などでは天気予報でも露点温度を発表することが多い。
簡単に言ってしまえば、露点温度が高いということは空気が湿っており（湿度が高い）、逆に低いということは空気が乾燥している（湿度が低い）ということを意味する。
空圧機器のエアドライヤの性能を表す指標としても用いられる（定格露点温度の低いものの方が、より乾燥した空気を作れる）。

## 霜点温度
空気を冷やしていくとき生じる霜のように、気体を冷却していくとき昇華し物体表面に固体結晶を生じる温度を霜点温度といい、単に霜点ともいう。空気中の水について言えば、空気の水蒸気分圧が氷についての飽和水蒸気圧に達する温度である。